# Kasteel Diepensteyn
Het Kasteel Diepensteyn is een oude middeleeuwse waterburcht doorheen de eeuwen meermaals verbouwd, gelegen in Steenhuffel, deelgemeente van het Vlaams-Brabantse Londerzeel.

## Van leen tot graafschap
De burcht en het nabijgelegen dorp waren in de 13e eeuw eigendom van de heren van Bouchout, met Diepensteyn als centrum van de heerlijkheid. Initieel was het een leen van het Hertogdom Brabant, in 1685 werd het het centrum van een graafschap, van de Graven van Maldeghem. De laatste bewoners verlieten het kasteel na de Franse Revolutie.

## Verschillende bouwkundige fases

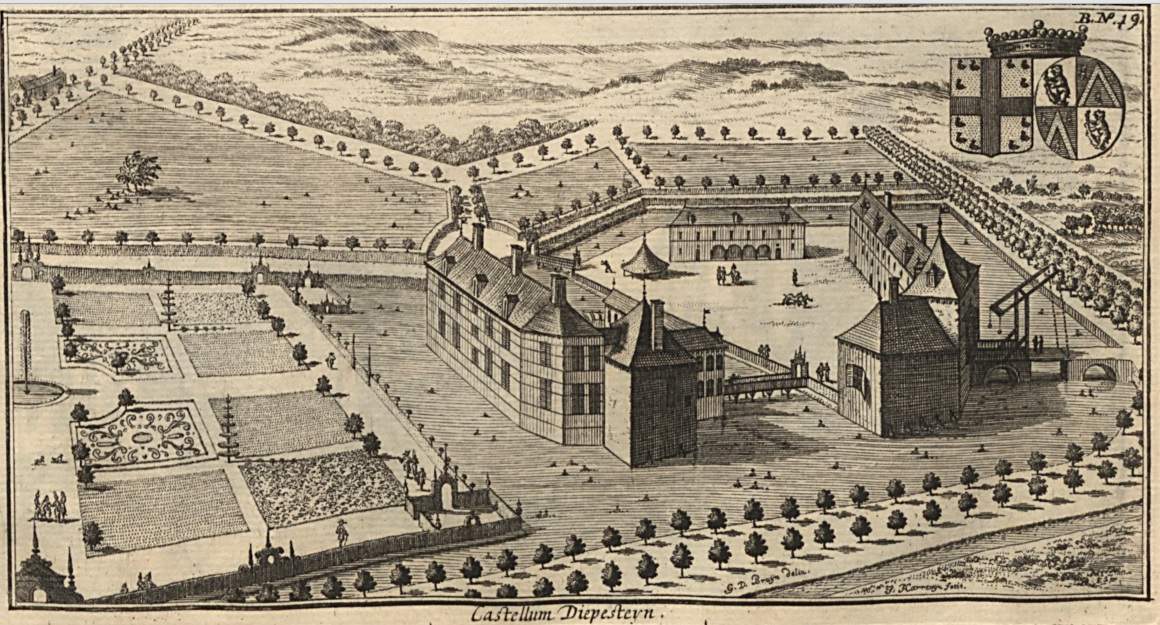
Kasteel Diepensteyn in het begin van de 18e eeuw (afbeelding uit Groot werreldlyk tooneel des hertogdoms van Braband - 1730)

In 1147 werd op de locatie een houten wachttoren opgetrokken door Wouter van Craynhem, later van Wange en vervolgens van Bouchout genoemd, als onderdeel van de verdedigingslinie van het Huis van Brabant. In 1290 werd de wachttoren vervangen door een donjon in steen, met een houten palisade. In 1357 werd de waterburcht afgewerkt, en in 1460 uitgebreid met een nieuw poortgebouw en een ophaalbrug. De burchtmuur werd in 1517 afgebroken en een lustkasteel met een nieuwe brug werd opgetrokken, die in 1616 werd verbouwd en uitgebreid met een gaanderij. Het poortgebouw, koetshuis en de stallen dateren van 1675, de oorspronkelijke donjon en een aantal bijgebouwen werden in 1719 afgebroken. In 1825 werd een belangrijk deel van het complex gesloopt, meer bepaald het poortgebouw, het koetshuis en de stallen en werden de omliggende vijvers en grachten gedempt. De resterende kasteelvleugel is 17e-eeuws. In 1960 werd een woonhuis aan de resterende vleugel aangebouwd.

## Hedendaage wederopbouw
In 1980 werd het historisch gebouw beschermd en erkend als monument van onroerend erfgoed.
Het kasteel is sinds 1989 eigendom van de NV Diepensteyn. Destijds gelieerd aan de Palmbrouwerij stond zij in voor de restauratie en wederopbouw van het kasteel die van 1993 tot 1995 liep. Met de restauratie werd opnieuw een vijver rond het kasteel aangelegd, samen met het tuinpark. De NV - sinds de overname van de brouwerij door de Swinkelsgroep een volledig autonome onderneming - heeft sinds 2018 bijkomende renovatiewerken doorgevoerd die voornamelijk aan de donjon een meer Venetiaanse aanblik hebben gegeven.

## Wetenswaardig
Vlak naast het kasteeldomein liggen de terreinen van voetbalclub SK Steenhuffel.